# Peter Nøvik
Peter Nøvik, född 19 oktober 1844 på Ytterøy (numera Levanger), död 5 mars 1915 i Kristiania, var en norsk trädgårdsmästare.
Nøvik, som var son till jaktskeppare Zacharias Nøvik och Petronille Margrethe Hogstad,  gick först till sjöss, men började från sitt tjugonde år att utbilda sig som trädgårdsmästare, dels i Norge, dels i Tyskland. Han var i privat tjänst till 1885, då han blev sekreterare i sällskapet Havedyrkningens Venner, vars tidskrift Norsk Havetidende han på en mycket förtjänstfullt sätt redigerade från dess start 1885. Han utnämndes 1894 till statsträdgårdsmästare, varigenom han fick ännu mer anledning till att på olika sätt att verka för trädgårdsnäringens främjande runt om i Norge. Med offentliga stipendier företog han ett stort antal studieresor i Nord- och Mellaneuropa samt 1893 till Amerika. Han utvecklade en betydande författarverksamhet i sitt ämne; förutom ett stort antal artiklar i Norsk Havetidende kan nämnas Norsk Havebog (band 1–5, 1890–1893), som utkom i flera upplagor, Samlinger til Havebrugets Historie i Norge (band 1, 1901) och Havedyrkningen i Norges nordlige Egne (1902). Han var hedersmedlem av Norsk Gartnerforbund, Eidsvoll Havebruksforening och Svenska trädgårdsföreningen.